# Zhaotong
Zhaotong (昭通市,  Zhāotōng Shì) ist eine bezirksfreie Stadt im Nordosten der chinesischen Provinz Yunnan. Das Gebiet hat 5.092.611 Einwohner (Stand: Zensus 2020). In dem eigentlichen städtischen Siedlungsgebiet von Zhaotong leben 589.260 Personen (Stand: Zensus 2020).

## Administrative Gliederung
Auf Kreisebene setzt sich Zhaotong aus elf Gebieten zusammen. Diese sind (Stand: Zensus 2020):
- Stadtbezirk Zhaoyang – 昭阳区 Zhāoyáng Qū, 2.163 km², 911.766 Einwohner;
- Kreis Ludian – 鲁甸县 Lǔdiàn Xiàn, 1.485 km², 398.447 Einwohner;
- Kreis Qiaojia – 巧家县 Qiǎojiā Xiàn, 3.198 km², 462.173 Einwohner;
- Kreis Yanjin – 盐津县 Yánjīn Xiàn, 2.021 km², 317.463 Einwohner;
- Kreis Daguan – 大关县 Dàguān Xiàn, 1.717 km², 209.116 Einwohner;
- Kreis Yongshan – 永善县 Yǒngshàn Xiàn, 2.779 km², 349.157 Einwohner;
- Kreis Suijiang – 绥江县 Suíjiāng Xiàn, 750 km², 135.468 Einwohner;
- Kreis Zhenxiong – 镇雄县 Zhènxióng Xiàn, 3.697 km², 1.349.795 Einwohner;
- Kreis Yiliang – 彝良县 Yíliáng Xiãn, 2.801 km², 503.376 Einwohner;
- Kreis Weixin – 威信县 Wēixìn Xiàn, 1.392 km², 352.318 Einwohner;
- Kreis Shuifu – 水富县 Shuǐfù Xiàn, 438 km², 103.532 Einwohner.